# Prikljutjenija Sjerloka Kholmsa i doktora Vatsona
 For alternative betydninger, se Sherlock Holmes (flertydig). (Se også artikler, som begynder med Sherlock Holmes)
Prikljutjenija Sjerloka Kholmsa i doktora Vatsona (russisk: Приключения Шерлока Холмса и доктора Ватсона, da.: Sherlock Holmes' og Dr. Watsons eventyr) er en sovjetisk tv-film fra 1980 baseret på Sir Arthur Conan Doyles fortællinger om detektiven Sherlock Holmes. Filmen er den anden i en serie på i alt fem tv-film om Sherlock Holmes produceret af Lenfilm og instrueret af Igor Maslennikov.
Tv-filmen er baseret på tre noveller af Conan Doyle: "The Adventure of Charles Augustus Milverton", "Det afsluttede problem" og "The Adventure of the Empty House".

## Medvirkende
- Vasilij Livanov som Sherlock Holmes
- Vitalij Solomin som Dr. Watson
- Rina Zeljonaja som Mrs. Hudson
- Borislav Brondukov som Lestrade
- Boris Kljujev som Mycroft Holmes